# Сфагнум звивистий
Сфагнум звивистий (Sphagnum flexuosum) — вид мохів порядку торфовикальних (Sphagnales).

## Поширення
Батьківщиною є Європа, Північна Америка, Азія.
Цей вид росте в мезотрофних і злегка оліготрофних відкритих болотах і вологих відкритих лісах або вздовж їх окраїн, у слабко мінеротрофних болотах, на розмитих луках на мінеральному ґрунті з високим вмістом органічних речовин на висотах від низьких до альпійських.

## Характеристика
Росте у вигляді чистих килимків або у вигляді розкиданих пагонів серед інших видів сфагнуму. Загальний колір світло-зелений. Спорові колонії досить рідкісні, а якщо і присутні, то досить малі.